# Louis Moore Bacon

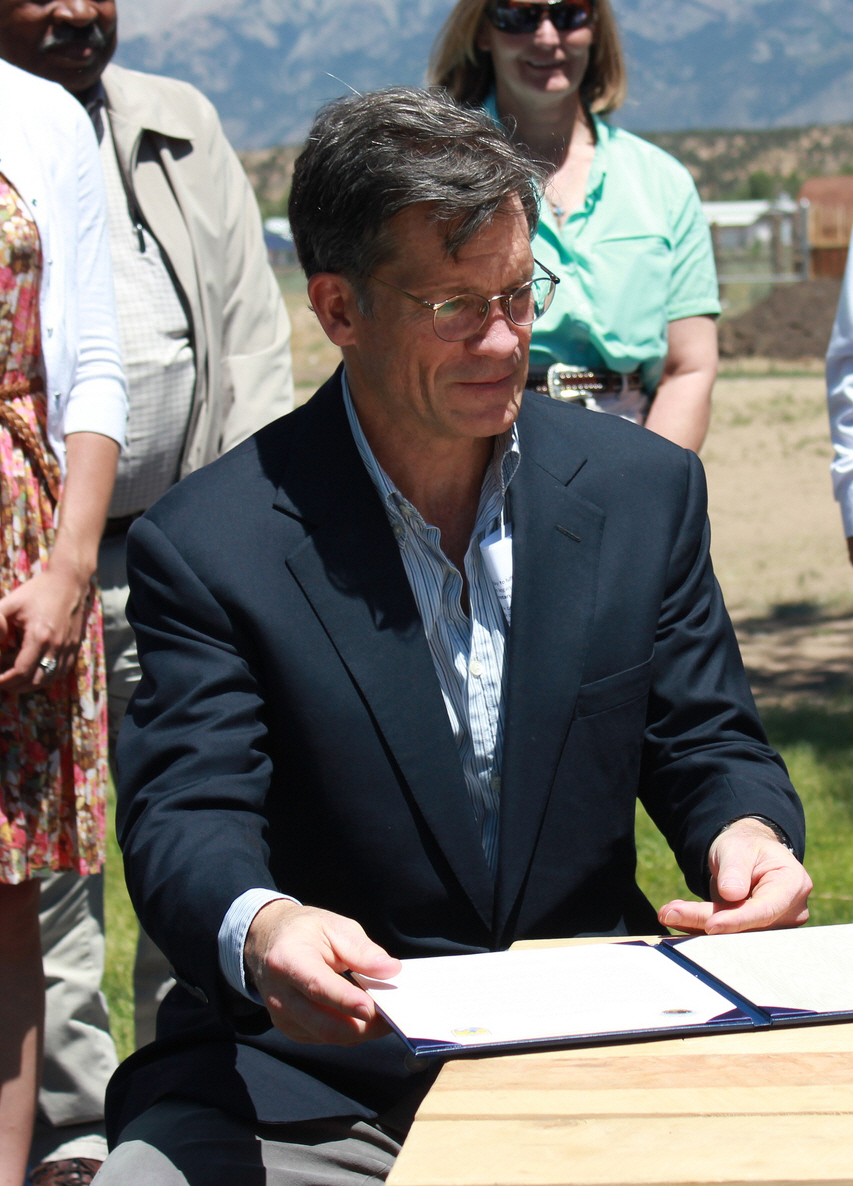
Louis Moore Bacon (2012)

Louis Bacon (* 1956 in Raleigh, North Carolina) ist ein US-amerikanischer Unternehmer und Hedgefonds-Manager.
Louis Bacon leitet den von ihm gegründeten Hedgefonds Moore Capital Management mit Büros in New York City, London und Washington, D.C. Laut The Investment Superstars gehört er seit den 1990er-Jahren zu den zwanzig erfolgreichsten Investmentbankern, das Forbes Magazine führt ihn im Jahr 2010 mit einem Vermögen von 1,5 Mrd. USD. in der Liste der reichsten Menschen der Welt.
Im Jahr 2002 wurde Bacon mittels eines Schnellverfahrens für Prominente die österreichische Staatsbürgerschaft verliehen. Der Ministerratsbeschluss wird jedoch von einigen kritisiert, da in Frage gestellt wird, dass eine Leistung, die im besonderen Interesse der Republik liegt erbracht wurde bzw. auch noch erbracht wird.
Im Mai 2011 rief Bacon die Gerichte an, um u. a. von der Wikimedia Foundation die Herausgabe von Nutzerdaten zu erreichen, um Personen, welche ihn seiner Meinung nach durch Kommentare im Internet diffamierten, zu identifizieren.